# Ruzitska Ignác
Ruzitska/Ruzicska Ignác (Bonfalva/Bazin, 1777. április 18. – Bazin/Veszprém, 1833. február 15.) zeneszerző, karmester, hegedűművész.

## Életpályája
Pozsonyban templomi énekes volt. Az 1790-es évek végén gr. Viczay hédervári gazdaságánál dolgozott számtartóként. 1800-tól Veszprémben működött a káptalan zenekarának tagjaként (első hegedűs), majd a székesegyház karnagya lett. 1823–1824 között szerkesztette a Kocsi Sebestyén Gábor által megjelentetett Magyar Nóták Veszprém Vármegyéből című kiadványsorozatot, amelyekben saját kompozícióit is kiadta.

## Emlékezete
- 1960-ban Balatonfüreden a Balatoni Panteonban emléktáblát avattak tiszteletére.

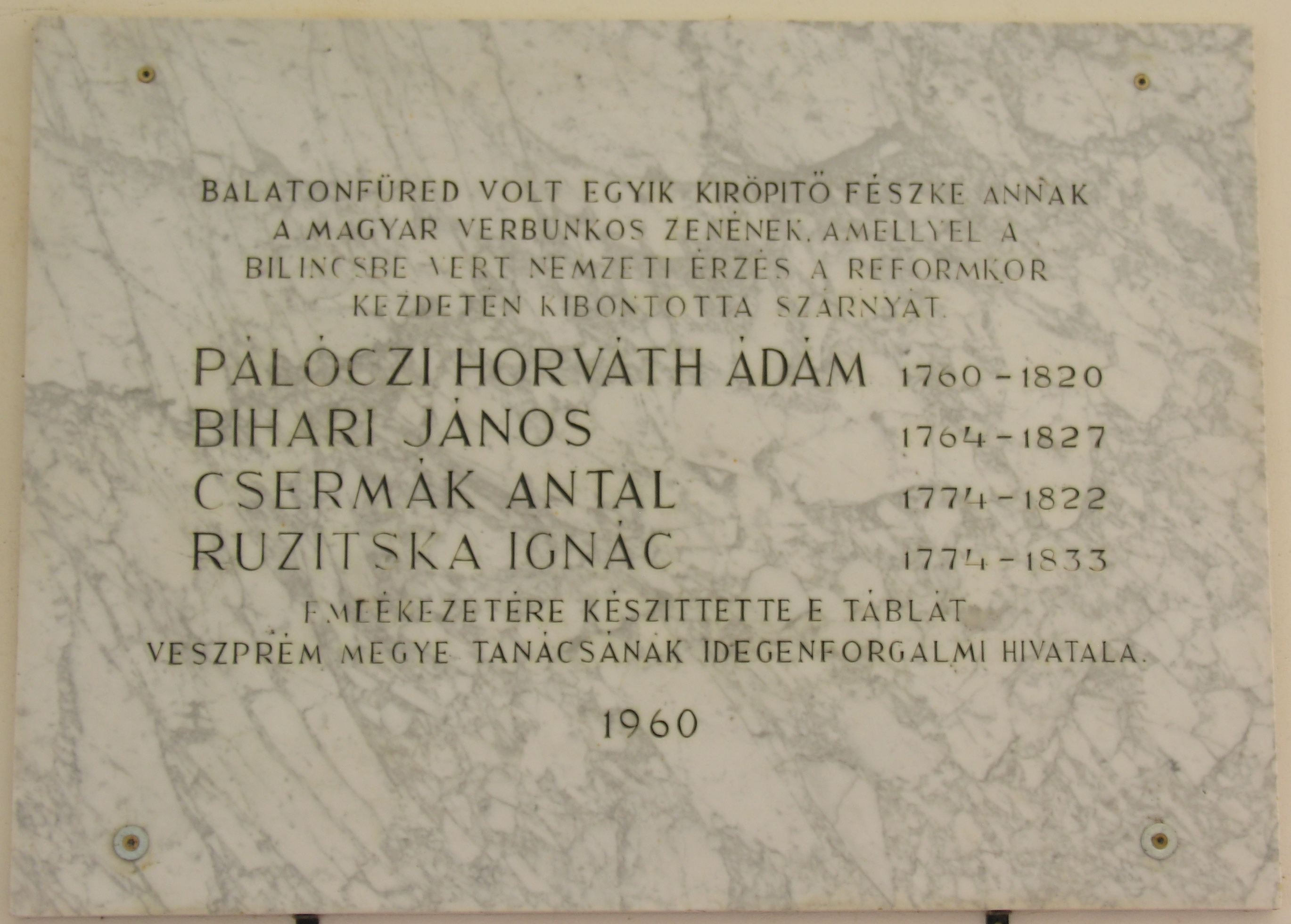
Pálóczi Horváth Ádám, Bihari János, Csermák Antal György, Ruzitska Ignác emléktáblája, Balatonfüred, Gyógy tér 1.

- 2017-ben volt lakóházán (Veszprém, Dózsa György út 4.) is emléktáblát állítottak.

## Művei
- Magyar nóták Veszprém Vármegyéből... Fortepianóra alkalmaztattak Ruzitska Ignác által. (Reprint.) Veszprém, 1994.